# Tina McKenzie
Tina McKenzie (Albury, 8 de junio de 1974) es una jugadora de baloncesto en silla de ruedas australiana. Participó en los Juegos Paralímpicos de Atenas 2004, donde ganó una medalla de plata; en los Juegos Paralímpicos de Pekín 2008, donde ganó una medalla de bronce; y en los Juegos Paralímpicos de Londres 2012, donde ganó una segunda medalla de plata. Después de quedar medio parapléjica como resultado de una caída de un edificio en 1994, empezó a jugar al tenis en silla de ruedas y más tarde al baloncesto en silla de ruedas. En 1999 se unió al equipo nacional femenino de baloncesto en silla de ruedas de Australia, conocido como los Gliders, y jugó su primer partido internacional en el Campeonato Mundial de Baloncesto en Silla de Ruedas de 2002 en Japón. Tiene más de 100 partidos internacionales.

## Vida personal
McKenzie nació en Albury, Nueva Gales del Sur, el 8 de junio de 1974. Tenía un hermano que murió a los 19 años en 1997.
Dejó su casa en 1990 a la edad de 16 años y se trasladó a Melbourne, donde se tituló como peluquera y terapeuta de belleza. En 1994 dirigía una tienda de peluquería y tenía siete empleados. Su vida cambió ese año por una caída de un edificio en Melbourne en la que se fracturó la tercera y cuarta vértebra torácica, dejándola medio parapléjica. Estuvo tumbada durante cuarenta minutos antes de que alguien la encontrara. Pasó las siguientes cuatro semanas en el Hospital Austin de Heidelberg, y luego otros dos meses y medio en el Centro de Rehabilitación Royal Talbot en Kew. Se vio obligada a volver a vivir con sus padres, donde vivió los siguientes cinco años, sin embargo, un año después de su accidente, dirigía cinco peluquerías.
Tiene una licenciatura en educación de la Universidad de Macquarie, a la que asistió con una beca NRMA ParaQuad. A partir de 2013, trabaja como maestra de escuela primaria, y vive en St Peters, Nueva Gales del Sur.

## Baloncesto en silla de ruedas
McKenzie es una jugadora de 3 puntos,. Se dedicó al tenis en silla de ruedas mientras estaba en rehabilitación en el Royal Talbot. Su equipo de tenis entró en una competición de baloncesto en 1997 para divertirse durante la temporada baja.
En 2011/12, la Comisión Australiana de Deportes le concedió subvenciones por valor de 17.000 dólares australianos a través del programa de Apoyo Directo al Atleta (DAS), un plan que proporciona apoyo financiero directo a los atletas de élite. Recibió 5.200 dólares en 2008/9, 5.571 dólares en 2009/10 y 8.000 dólares en 2010/11. En 2012, recibió una beca del Instituto de Deportes de Nueva Gales del Sur. La Universidad de Macquarie le otorgó el Premio del Rector por excelencia académica y deportiva en 2005 y 2006, y un galardón Azul (deporte universitario) en 2008.

## Club
En 2000 y 2001, jugó para los Whittlesea City Pacers en la Liga Nacional de Baloncesto en Silla de Ruedas Femenina (WNWBL). En 2008 y 2009, jugó para los Dandenong Rangers. En la segunda ronda de la temporada 2008, los Dandenong Rangers derrotaron a los Western Stars por 53-47. A pesar de haber sido expulsada al final del partido, marcó 21 puntos en la victoria de su equipo. En 2010, jugó en St Peters y en las Wenty Leagues Wheelkings, y en los Stacks Goudkamp Bears en la WNWBL. Fue tres veces jugadora del All Star Five de la WNWBL, en 2004, 2006 y 2007. Después de mudarse a Melbourne, McKenzie empezó a jugar para el Victoria en 2014. El equipo se convirtió en los Kilsyth Cobras en 2015, con McKenzie en la lista.

## Equipo nacional

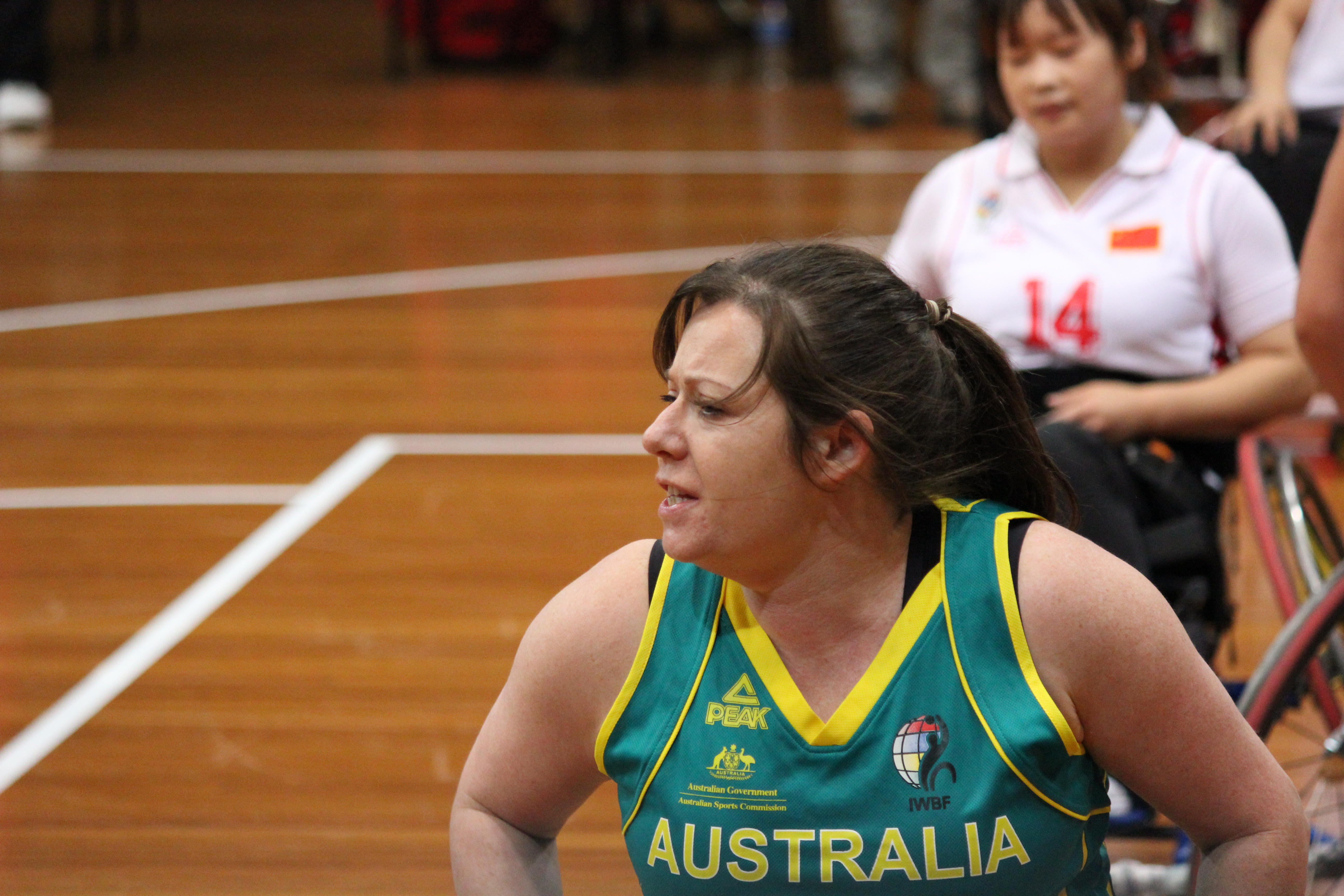
Tina McKenzie en un partido de Gliders contra Japón en Sídney en 2012.

McKenzie tiene más de 100 cap. internacionales con el equipo nacional femenino de baloncesto en silla de ruedas de Australia, generalmente conocidos como los Gliders. Se unió al equipo en 1999, pero se perdió la selección para los Juegos Paralímpicos de Sídney 2000. Jugó en una serie de pruebas de cuatro partidos en Canberra contra el equipo nacional femenino de baloncesto en silla de ruedas del Japón, que se celebró en marzo de 2002, el primer partido internacional organizado por Australia para los Gliders desde los Juegos Paralímpicos. Luego fue seleccionada para jugar en el 2002 Campeonato Mundial de Baloncesto en Silla de Ruedas en Japón, ganando una medalla de bronce, y más tarde en los Campeonatos Mundiales de 2006 y 2010, donde los Gliders terminaron en cuarto lugar cada vez.
Fue seleccionada para representar a Australia en el torneo Four Nations de 2009 en Canadá, una de las seis jugadoras del equipo que jugó para los Dandenong Rangers en la WNWBL. También lo fue para participar en un campo de entrenamiento de la selección nacional en 2010, y fue capitana del equipo en la Copa de Osaka, en los Campeonatos Mundiales de ese año. En julio, jugó en una serie de pruebas de tres partidos contra Alemania.

## Paralímpicos

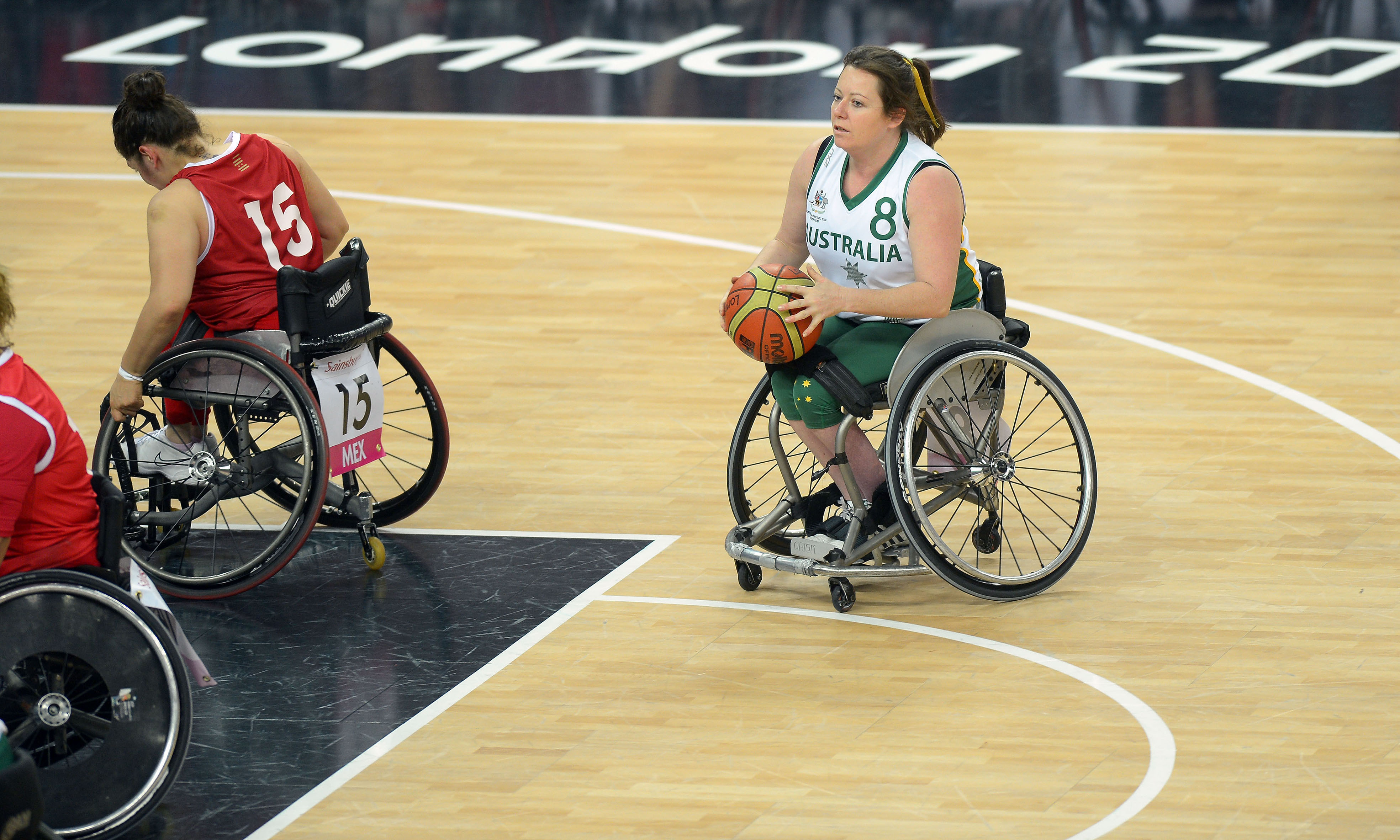
McKenzie en los Juegos Paralímpicos de Londres 2012.

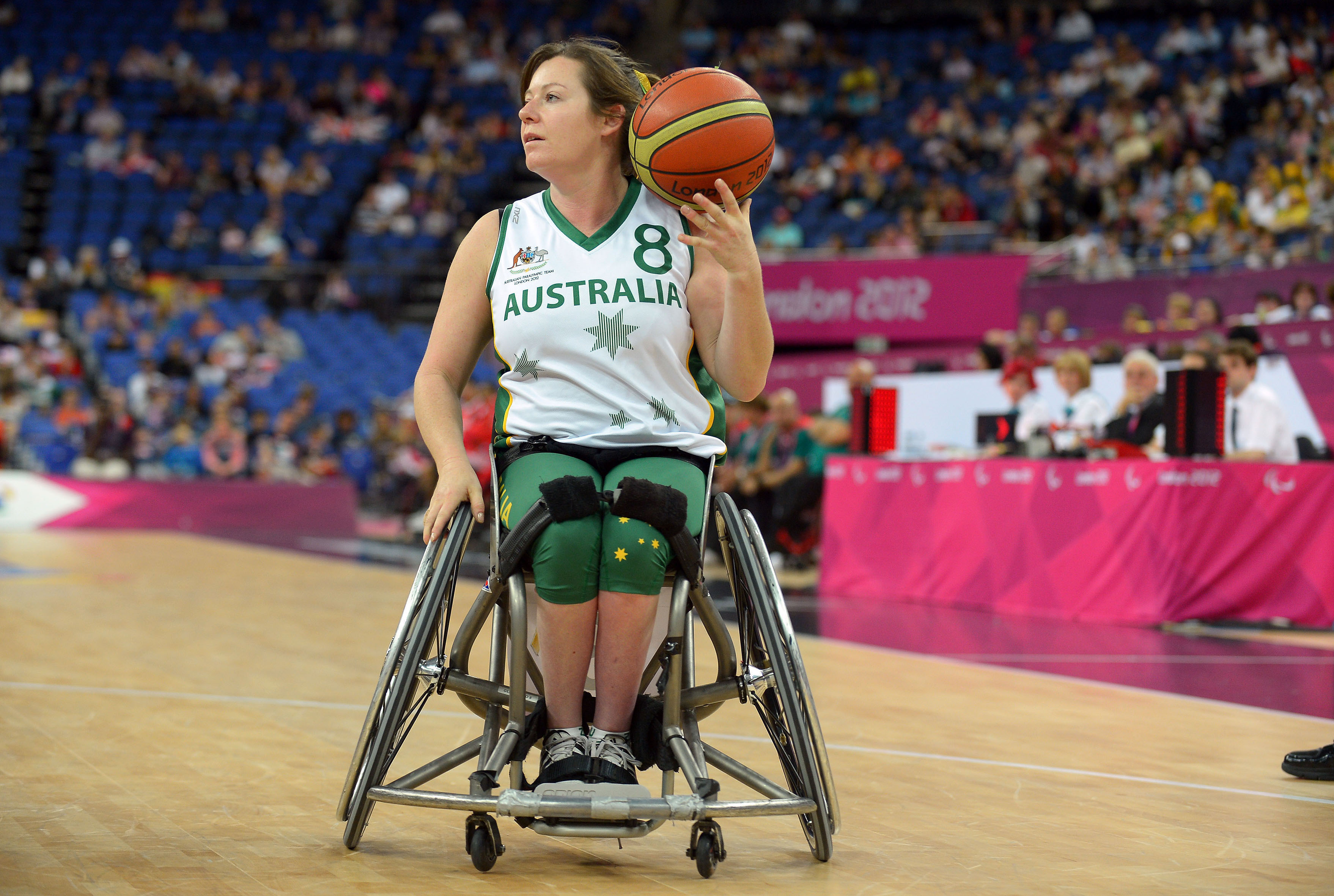
McKenzie en los Juegos Paralímpicos de Londres 2012.

McKenzie fue parte del equipo ganador de la medalla de plata en los Juegos Paralímpicos de verano de 2004, y del equipo ganador de la medalla de bronce, en los Juegos Paralímpicos de Pekín 2008.
En los Juegos Paralímpicos de Londres en el año 2012, solamente fue a la cancha dos veces. La primera vez fue en la victoria de su equipo sobre Gran Bretaña el 31 de agosto, en la que jugó durante 7 minutos y 2 segundos. La segunda fue en la victoria de su equipo en los cuartos de final por 62-37 contra la selección nacional femenina de baloncesto en silla de ruedas de México, en la que jugó durante 10 minutos y 47 segundos. Recibió una medalla de plata después de que su equipo fuera derrotado por Alemania en la final.

## Jubilación
En diciembre de 2012, McKenzie anunció oficialmente su retiro de deporte activo. Después de agradecer a varias personas, concluyó sus comentarios diciendo: "Siempre estaré orgullosa de llamarme a mí misma un «Gliders»".